# 나투어쿤데무제움역
나투어쿤데무제움역(U-Bahnhof Naturkundemuseum)은 베를린 미테구 미테에 있는 U6의 역이다. 쇼세슈트라세(Chausseestraße) 도로 아래 지하 4.30 m에 위치해 있으며, 남쪽으로는 인팔리덴슈트라세(Invalidenstraße)와의 교차점, 북쪽으로는 치노비처 슈트라세(Zinnowitzer Straße)가 합류하는 지점 사이에 있다.
1913년/1914년에 착공했으며 제1차 세계 대전으로 인해서 공사가 일시 중단되었다. 1919년 공사가 재개되었고 1923년 1월 30일 남북 도시철도 개통에 따라 영업을 시작했다. 역사 설계는 하인리히 예넨(Heinrich Jennen), 알프레드 그레난데르, 알프레트 페제(Alfred Fehse)가 담당했다. 별도의 장식 없이 흰색으로 내부를 마감했다. 역명판은 노란 테두리를 사용했다. 개통 당시의 역명은 근처에 있었던 베를린-슈체친선의 베를린 쪽 종착역이었던 슈테틴역(오늘날의 베를린 북역)에서 따 온 슈테틴역(Stettiner Bahnhof)이었다.
1945년 4월부터 7월까지는 제2차 세계 대전으로 인하여 역이 영업을 중단했다. 종전 이후 슈체친이 폴란드령이 되면서 근처에 있었던 슈체친선의 종착역 이름도 폴란드령이 된 슈체친의 이름을 달 수 없게 되었기 때문에 베를린 북역으로 개명되었고, 1951년에는 도시철도역 역시 북역(Nordbahnhof)으로 개명되었다. 베를린 장벽이 건설되면서 1961년 8월 13일부터 1990년 7월 1일까지는 전 열차가 통과하는 유령역이 되었다. 동베를린 구간 내에서의 유일한 정차역은 프리드리히슈트라세역이었다. 1990년대에 역 개보수 공사를 거치면서 역사에 엘리베이터가 설치되었으며, 승강장 길이도 110 m로 연장되었다. 이후 베를린 건축유산으로 지정되었다.
1991년 10월 3일 치노비처 슈트라세역(Zinnowitzer Straße)으로 개명되었다. 역명의 상징성이 낮았기 때문에 베를린 대중교통 이용자 협회 IGEB와 지역 정치권에서는 2007년에 근처에 있는 베를린 자연사 박물관의 이름을 따서 무제움 퓌어 나투어쿤데(Museum für Naturkunde) 혹은 나투어쿤데무제움(Naturkundemuseum)으로 역명을 개명할 것을 제안했다. 2008년 12월로 역명 변경이 확정되었으나, 한 차례 연기되었다. 2008년 12월 30일에는 역명 변경을 알리기 위해서 내 광고판을 관리하는 Wall AG에서 일부 광고판에 자연사 박물관에 있는 전시물을 게시했다. 실제 역명 변경은 2009년 12월 13일이었다.

## 인접 철도역
| 베를린 지하철 6호선                | 베를린 지하철 6호선 | 베를린 지하철 6호선                       |
| ---------------------------------- | ------------------- | ----------------------------------------- |
| 슈바르츠코프슈트라세 알트테겔 방면 | U6                  | 오라니엔부르거 토어 알트마리엔도르프 방면 |